# Campaea vitriolata
Campaea vitriolata là một loài bướm đêm trong họ Geometridae.